# (12722) Petrarca
(12722) Petrarca est un astéroïde de la ceinture principale.

## Description
(12722) Petrarca est un astéroïde de la ceinture principale. Il fut découvert le 10 août 1991 à La Silla par Eric Walter Elst. Il présente une orbite caractérisée par un demi-grand axe de 2,31 UA, une excentricité de 0,15 et une inclinaison de 3,3° par rapport à l'écliptique.

## Compléments